# Jewhenij Czeberiaczko
Jewhenij Ołeksandrowycz Czeberiaczko, ukr. Євгеній Олександрович Чеберячко (ur. 19 czerwca 1983 roku w Kijowie, Ukraińska SRR) – ukraiński piłkarz, występujący na pozycji pomocnika lub obrońcy, reprezentant Ukrainy.

## Kariera piłkarska

### Kariera klubowa
Wychowanek Szkoły Piłkarskiej "ATEK" w Kijowie. Pierwszy trener Wołodymyr Nowyczenko. Jako ósmoklasista przeszedł do Dynama Kijów. W 2001 rozpoczął karierę piłkarską w trzeciej drużynie Dynama. W sezonie 2002/03 został wypożyczony do CSKA Kijów, a w sezonie 2003/04 do Zakarpattia Użhorod. W 2005 zaproszony do FK Charków przez trenera Hennadija Łytowczenka. 17 czerwca 2009 podpisał 3-letni kontrakt z Dniprem Dniepropetrowsk. Latem 2017 przeszedł do SK Dnipro-1, a 11 września 2017 ogłosił o zakończeniu kariery piłkarza.

### Kariera reprezentacyjna
Na młodzieżowych Mistrzostwach Europy U-21 rozgrywanych w 2006 roku w Portugalii jako zawodnik reprezentacji Ukrainy zdobył tytuł wicemistrza Europy.
11 sierpnia 2010 debiutował w narodowej reprezentacji Ukrainy w zremisowanym 1:1 meczu towarzyskim z Holandią.

## Sukcesy i odznaczenia

### Sukcesy klubowe
- wicemistrz Europy U-21: 2006
- wicemistrz Ukrainy:  2013/14
- finalista Ligi Europy UEFA: 2014/15